# Sarah Van Dam
Sarah Van Dam (* 4. Dezember 2001 in Victoria, British Columbia) ist eine kanadische Radrennfahrerin.

## Sportlicher Werdegang
Van Dam begann im Alter von 12 mit dem Radsport und betrieb zunächst mehrere Disziplinen, ehe sie sich auf Bahn und Straße konzentrierte. Als Juniorin gewann sie 2018 bei den kanadischen Meisterschaften sechs Titel und schloss sich für 2019 dem Team Trek Red Truck Racing an.
Nach der Zwangspause infolge der Corona-Pandemie vertrat Van Dam ihr Land ab 2021 regelmäßig bei internationalen Wettkämpfen wie den Bahnradsport-Weltmeisterschaften oder dem Nations Cup. 2022 gewann sie zwei Titel bei den Landesmeisterschaften und vier bei den Panamerika-Meisterschaften, nämlich im Ausscheidungsfahren, im Omnium, im Madison und in der Mannschaftsverfolgung. 2022 bis 2024 fuhr sie in der Track Champions League, wo sie zwei der Scratch-Rennen gewann. 2024 war sie Mitglied des kanadischen Bahn-Vierers, der in der olympischen Mannschaftsverfolgung den achten Platz belegte.
2023 wechselte Van Dam zu DNA Pro Cycling, einem US-amerikanischen Kontinentalteam, und war verstärkt auf der Straße unterwegs, zunächst in Nordamerika oder bei kleineren Rennen in Europa. Dabei kam sie mehrfach auf das Podium, ein Sieg blieb ihr bisher verwehrt. Bei den kanadischen Meisterschaften belegte sie 2023 im Straßenrennen der Elite den dritten Platz, 2024 den dritten Platz im Einzelzeitfahren.
Zur Saison 2025 wurde Van Dam Mitglied im deutschen Ceratizit Pro Cycling Team. Bei der Women’s Tour Down Under 2025 hatte sie ihren ersten Renneinsatz auf der UCI Women’s WorldTour, dabei kam sie bei den Etappenankünften zweimal unter die Top 5 und war als Elfte die Bestplatzierte ihres Teams in der Gesamtwertung.

## Erfolge

### Bahn
2018
 Kanadische Junioren-Meisterin – Sprint, Keirin, Zeitfahren, Scratch, Einzelverfolgung, Madison (mit Casey Garrison)
2021
 Nations Cup (Cali) – Mannschaftsverfolgung (mit Ngaire Barraclough, Erin Attwell und Lily Plante)
2022
 Panamerika-Meisterin – Ausscheidungsfahren, Omnium, Madison (mit Lily Plante), Mannschaftsverfolgung (mit Lily Plante, Erin Attwell, Ruby West und Adèle Desgagnés)
 Panamerika-Meisterschaften – Punktefahren, Scratch
 Kanadische Meisterin – Einzelverfolgung, Madison (mit Devaney Collier)
2023
Trak Champions League (Saint-Quentin-en-Yvelines) – Scratch
2024
Track Champions League (Apeldoorn) – Scratch

### Straße
2023
Nachwuchswertung Joe Martin Stage Race